# 夏侯恩
| 姓名         | 夏侯恩                               |
| 字           | 子雲                                 |
| 出身地       | 豫州沛国譙県?                        |
| 職官         | -                                    |
| 所属・陣営等 | 曹操                                 |
| 家族・一族   | 兄：夏侯惇〔吉川英治『三国志』のみ〕 |

夏侯 恩（かこう おん）は、中国の通俗歴史小説『三国志演義』に登場する架空の武将。
第41回に曹操麾下として登場。曹操の寵愛を受け、宝剣である青釭の剣を預かる。長坂の戦いでの劉備追撃の際に趙雲によって刺殺され、青釭の剣を奪われる。
なお、吉川英治の小説『三国志』では「夏侯惇の弟」としているが、『演義』及び吉川が直接の種本にしたとされる湖南文山の『通俗三国志』では「曹操の随身」とするのみであり、夏侯惇の弟というのは吉川が追加した人物設定と思われる。